# Red Callender
George Sylvester "Red" Callender (6 de marzo de 1916 – 8 de marzo de 1992) fue un contrabajista estadounidense que también destacó en el manejo de la tuba. Músico fundamentalmente de jazz, formó parte de The Wrecking Crew, un afamado grupo de músicos de sesión de Los Ángeles con los que participó en numerosas grabaciones de éxito. 

## Biografía
Callender nació en Haynesville, Virginia. A comienzos de la década de 1940 se unió a la banda de los hermanos Lester y Lee Young y posteriormente fundó su propio trío. Durante la década de los 40 grabó con artistas como Nat King Cole, Erroll Garner, Charlie Parker, Wardell Gray o Dexter Gordon.  Tras pasar una temporada actuando en Hawái, Callender se instaló en Los Ángeles, donde se convirtió en uno de los primeros músicos de color en trabajar regularmente para los principales estudios comerciales. Rechazó ofertas para unirse a la orquesta de Duke Ellington y a los Louis Armstrong All-Stars.
En 1957 publicó Speaks Low, Callender fue uno de los primeros solistas de tuba del jazz moderno. En 1955 y 1956 grabó con Art Tatum y Jo Jones. Tocó junto a Charles Mingus en el Monterey Jazz Festival de 1964. Trabajó con James Newton en su vanguardista quinteto de madera y viento y actuaó regularmente como miembro de the Cheatham's Sweet Baby Blues Band.  He also reached the top of the British pop charts as a member of B. Bumble and the Stingers. En noviembre de 1964 fue presentado en una actuación para un programa de variedades de la CBS por Danny Kaye en un dúo con Fred Astaire interpretando una canción de George e Ira Gershwin, Slap That Bass.
Callender falleció a consecuencia de un cáncer de tiroideo en su domicilio de Saugus, California.

## Discografía

### Como solista
- 1956: Swingin' Suite (Modern)
- 1957: Red Callender Speaks Low (Crown)[3]
- 1958: The Lowest (MetroJazz)
- 1973: Basin Street Brass (Legend)
- 1984: Night Mist Blues (Hemisphere)
- ¿?  :  Red Callender Sextet & Fourtette[4]

### Como acompañante
Con Louis Bellson
- Big Band Jazz from the Summit (Roulette, 1962)

 Con Judy Carmichael
- Pearls (Jazzology, 1985)

Con Benny Carter
- Cosmopolite (Norgran, 1954)

Con John Carter
- Dauwhe (Black Saint, 1982)

Con Buddy Collette
- Man of Many Parts (Contemporary, 1956)
- Porgy & Bess (Interlude 1957 [1959])
- Jazz Loves Paris (Speciality, 1958)

Con Maynard Ferguson
- Maynard Ferguson Octet (EmArcy, 1955)

With Dizzy Gillespie
- The New Continent (Limelight, 1962)

With Johnny Hodges
- In a Tender Mood (Norgran, 1952 [1955])
- The Blues (Norgran, 1952–54, [1955])

Con Paul Horn
- Plenty of Horn (Dot, 1958)
- Jazz Suite on the Mass Texts (RCA Victor, 1965) with Lalo Schifrin

Con Plas Johnson
- This Must Be the Plas (Capitol, 1959)

Con B.B. King
- Singin' the Blues (Crown, 1956)

 Con Mavis Rivers y Shorty Rogers
- Mavis Meets Shorty (Riverside, 1963)

Con Pete Rugolo
- Rugolo Plays Kenton (EmArcy, 1958)
- The Original Music of Thriller (Time, 1961)

Con Gerald Wilson
- Calafia (Trend, 1985)